# Gideon Jung
Gideon Jung (Düsseldorf, 12 de septiembre de 1994) es un futbolista alemán que juega en la demarcación de centrocampista para el Kayserispor de la Superliga de Turquía.

## Biografía
Empezó a formarse como futbolista en el Sportfreunde Baumberg durante un año, ya que se marchó a la disciplina del Rot-Weiß Oberhausen. El 13 de septiembre de 2013 debutó con el primer equipo en la Regionalliga West en un partido contra el Sportfreunde Lotte. En 2014 se marchó al Hamburgo SV II, y un año después firmó con el primer equipo debutando contra el FC Bayern Munich el 14 de agosto de 2015.

## Clubes
| Club                    | País     | Año       | Partidos | Goles |
| ----------------------- | -------- | --------- | -------- | ----- |
| Rot-Weiß Oberhausen     | Alemania | 2013-2014 | 22       | 1     |
| Hamburgo S. V. II       | Alemania | 2014-2015 | 27       | 2     |
| Hamburgo S. V.          | Alemania | 2015-2021 | 143      | 3     |
| SpVgg Greuther Fürth    | Alemania | 2021-2025 | 79       | 3     |
| SpVgg Greuther Fürth II | Alemania | 2022      | 3        | 1     |
| Kayserispor             | Turquía  | 2025-     |          |       |

## Palmarés

### Campeonatos internacionales
| Título          | Club                                   | País    | Año  |
| --------------- | -------------------------------------- | ------- | ---- |
| Eurocopa Sub-21 | Selección de fútbol sub-21 de Alemania | Polonia | 2017 |